# Buff Bagwell
Marcus Alexander „Buff“ Bagwell (* 10. Januar 1970 in Marietta, Georgia, Vereinigte Staaten), besser bekannt unter seinem Ringnamen Buff Bagwell, ist ein US-amerikanischer Wrestler. Er wurde bekannt durch seine Auftritte bei World Championship Wrestling zwischen 1991 und 2001, wo er fünfmaliger WCW World Tag Team Champion wurde.

## Karriere

### Anfänge
Bagwell wurde in Marietta geboren und machte seine ersten sportlichen Schritte als Baseball- und American Football Spieler in der High School. Er arbeitete zunächst im Familiengeschäft, einer Bauholzfirma, welche jedoch bankrottging. Ab 1990 entschied er sich für ein Wrestlingtraining unter Steve Lawler und debütierte schließlich als Fabulous Fabian in Georgia. 1991 wechselte er als Handsome Stranger in die Global Wrestling Federation.

### WCW / WWE
Später im Jahr 1991 wurde Bagwell von World Championship Wrestling eingestellt. Hier trat er oft in Teams an, unter anderem mit Tom Zenk, 2 Cold Scorpio, The Patriot, und Scotty Riggs. In dieser Zeit durfte er bereits viermal den WCW World Tag Team Titel erringen. Im November 1996 trat Bagwell der New World Order (nWo) bei. Laut Storyline begann er eine Fehde gegen Lex Luger, welche in einem Match bei Starrcade 1997 endete, das Bagwell gewinnen durfte. 
Am 22. April 1998 erlitt Bagwell durch eine missglückte Aktion von Rick Steiner eine schwere Rückenverletzung, die ihn zu einer mehrmonatigen Pause zwang. Nach seiner Rückkehr im Juli ließ man ihn laut Storyline gegen Steiner fehden, um an diesen Rache zu nehmen. 
Im Juni 1999 befand sich Bagwell in einer Fehde mit Ric Flair und Roddy Piper. Gegen letzteren absolvierte Bagwell bei Bash at the Beach einen Boxkampf über 3 Runden, welchen er gewinnen durfte. Danach schrieb man ihn dann in Fehdenprogramme mit Berlyn und Diamond Dallas Page. Bagwell war einer der ersten, die Eric Bischoffs „New Blood“-Fraktion beitraten. Hier durfte er zusammen mit Shane Douglas den WCW Tag Team Championship gewinnen. 
2000 gab es dann eine Fehde zwischen Bagwell und Lex Luger, diese endete mit einer Niederlage für Bagwell bei Slamboree 2000. Später trat Bagwell mit Douglas erneut um die Tag Team Titel an, erhielten sie jedoch nicht mehr. So wurde das Team aufgelöst und beide fehdeten gegeneinander. Im August 2000 hatte er eine Fehde mit David Flair, danach steckte man Bagwell in ein Team mit Lex Luger und ließ sie gegen Bill Goldberg fehden.    
Anfang 2001 trat Bagwell Ric Flairs „Magnificent Seven“-Stable bei. Im März 2001 wurde die WCW durch die WWE übernommen und so war Bagwell fortan dort beschäftigt. Hier durfte Bagwell um den WCW World Heavyweight Championship gegen Booker T kämpfen, jedoch endete das Match ohne Ergebnis, nachdem Steve Austin und Kurt Angle eingriffen. Am 9. Juli wurde er von der WWE entlassen. 
Ab diesem Zeitpunkt war Bagwell zunächst für die X Wrestling Federation und später bei World Wrestling All-Stars aktiv. Auch hatte Bagwell mehrere Auftritte mit Total Nonstop Action Wrestling in den Jahren 2002 und 2003. 2006 war er bei TNA regelmäßig zu sehen. 
Zurzeit ist er bei der Promotion Ultimate NWA, einer Tochterorganisation der National Wrestling Alliance, unter Vertrag.

## Privatleben
Bagwell hat einen Sohn und ist seit 2001 mit seiner dritten Frau, Judy verheiratet.
Am 23. April 2012 verunglückte Bagwell wegen eines epileptischen Anfalls während einer Autofahrt und zog sich dabei schwere Verletzungen zu.
Bagwell gab bekannt, dass er nach der Karriere als Wrestler nun Pornos drehen wolle.

## Titel
National Wrestling Alliance
- 1× Ultimate NWA Heavyweight Title
- 1× NWA Blue Ridge Television Title
- 1× NWA Mid-Atlantic Heavyweight Title
- 1× NWA Mid-Atlantic Tag-Team Titles (mit Dusty Rhodes)

World Championship Wrestling
- 4× WCW Tag Team Title (je 1× mit 2 Cold Scorpio, Scott Steiner, Scotty Riggs und Shane Douglas)

## Filmografie
- 1996: Day Of The Warrior
- 1998: Return To Savage Beach
- 2000: Terror Tract
- 2003: Charmed (1 Folge)